# Soledad López Jiménez
Soledad López Jiménez (geboren am 4. April 1992 in Málaga) ist eine spanische Handballspielerin. Sie wird auf der Position Linksaußen eingesetzt.

## Vereinskarriere
Die 1,62 Meter große Spielerin, die auf der Position Linksaußen, eingesetzt wird, spielt bei BM Costa del Sol Málaga. Sie gewann 2019 und 2021 die Copa de la Reina und 2021 die Supercopa de España. In der Saison 2022/2023 gewann sie mit ihrer Mannschaft die Meisterschaft.
López spielte mit dem Team aus Málaga auch in europäischen Vereinswettbewerben, so im EHF-Europapokal und im EHF Challenge Cup, und gewann den EHF European Cup 2020/21.

## Auswahlmannschaften
López steht seit September 2018 im Aufgebot der spanischen Nationalmannschaft. Sie gewann die Silbermedaille bei der Weltmeisterschaft 2019 und spielte bei Olympia 2021 in Tokio. Sie nahm an der Weltmeisterschaft 2021, der Europameisterschaft 2022 und an der Weltmeisterschaft 2023 teil. Sie steht für das olympische Handballturnier 2024 als Ersatzspielerin im spanischen Aufgebot.

## Erfolge
- Silbermedaille bei der Weltmeisterschaft 2019 mit Spanien
- EHF European Cup 2021 mit BM Costa del Sol Málaga
- Spanische Meisterschaft 2023
- Copa de la Reina 2019, 2021
- Supercopa de España 2021
- Beste Außenspielerin der Liga 2018, 2019, 2020, 2021[5]

## Privates
Ihre Zwillingsschwester Esperanza López spielt ebenfalls Handball.